# Queen Jane Approximately
Queen Jane Approximately ist ein Folk-Rock-Song des US-amerikanischen Singer-Songwriters Bob Dylan, der erstmals am 30. August 1965 auf seinem Album Highway 61 Revisited erschien. Ferner wurde das Stück als B-Seite der Single One of Us Must Know (Sooner or Later) im Februar 1966 genutzt.
Dylan spielt das Lied oft live auf Konzerten. The Grateful Dead und The Four Seasons haben den Song gecovert.

## Entstehung
Dylan nahm den Song am 2. August 1965 bei Columbia Records mit Produzent Bob Johnston auf. Mit ihm spielten die Musiker Mike Bloomfield, Al Kooper, Paul Griffin, Bobby Gregg und Harvey Brooks. In derselben Session entstanden auch Ballad of a Thin Man, Highway 61 Revisited und Just Like Tom Thumb’s Blues.

## Aufbau
Der Song besteht textlich aus fünf Strophen mit je fünf Versen. Dylan benutzt einen Kreuzreim im ABAB-Schema. Die letzten beiden Verse jeder Strophe wiederholen die Leitfrage des Songs: “Won’t you come see me, Queen Jane?”. Klanglich erinnert der Song an den Garage Rock früherer Dylan-Songs, wie etwa Maggie’s Farm auf Bringing It All Back Home oder andere Stücke des Highway 61-Albums (z. B. Tombstone Blues). Sehr dominant sind die Orgeltöne im Hintergrund des Songs, wie etwa auch auf Like a Rolling Stone. Die E-Gitarren reihen sich in diesen Klang ein und erscheinen an einigen Stellen ungestimmt zu sein. Das Stück hat keinen Refrain im klassischen Sinne, wiederholt jedoch eine Art Refrainfrage.

## Der Text
Textlich erinnert Queen Jane Approximately an Like a Rolling Stone oder Ballad of a Thin Man, nur dass das lyrische Ich in Queen Jane das besungene Opfer seiner Kritik auch bemitleidet und im Grunde Teil ihres Lebens sein möchte, daher auch die wiederholte Frage, wann sie ihn sehen und Zeit mit ihm verbringen wolle. Queen Jane ist weniger hart und garstig als die anderen Stücke des Albums, die von einer gefallenen Person berichten. Queen Jane muss anders als Miss Lonely in Like a Rolling Stone noch von ihrer Situation und Perspektive überzeugt werden. Der Sänger bietet ihr an, das Oberflächliche zu verlassen und in ein neues Leben mit Ehrlichkeit und Tiefe zu treten. Dylan nutzt eine Vielzahl surrealistischer Metaphern, was Queen Jane Approximately zu einem typischen Dylan-Song dieser Periode macht.

## Queen Jane
Wen Dylan konkret mit Queen Jane gemeint hat, ist in der Musikwissenschaft von Kritikern und Fans vielfach diskutiert worden, wie etwa auch die Identität von Mr. Jones in Ballad of a Thin Man oder Miss Lonely in Like a Rolling Stone. Wegen des Namens Jane und des Titels Queen (dt.: Königin) sind Jane Grey und Jane Seymour aus der älteren englischen Geschichte zum Objekt einiger Interpretationen geworden. Größeres Augenmerk liegt jedoch auf Joan Baez, mit der Dylan eine Beziehung hatte, die aber scheiterte. Dylan und Baez wurden als König und Königin der Folkmusik angesehen. Möglicherweise war Queen Jane Approximately Dylans Resümee der Beziehung zueinander. Andere Interpretationen besagen, dass Baez bereits die Zentralfigur des bösartigen Textes in Like a Rolling Stone sei. Der Journalistin Nora Ephron gegenüber sagte Dylan, dass Queen Jane ein Mann sei.